# Urbana Bruzual
Pour les articles homonymes, voir Bruzual.
Urbana Bruzual est l'une des cinq paroisses civiles de la municipalité de Muñoz dans l'État d'Apure au Venezuela. Sa capitale est Bruzual, chef-lieu de la municipalité.

## Géographie

### Démographie
Hormis sa capitale Bruzual, la paroisse civile possède plusieurs localités dont :
- Africa
- Bruzual
- Las Tiamitas